# Hanna Raszkiewicz
Hanna Maria Raszkiewicz (ur. 12 stycznia 1941, zm. 3 czerwca 2017) – polska działaczka kulturalna, założycielka i kierownik artystyczny zespołu Akacjowe Śpiewule.

## Życiorys
W 1976 została pierwszym dyrektorem Gminnego Ośrodka Kultury w Marcinowicach na terenie gminy Świdnica i od 1990 współpracowała z różnymi lokalnymi zespołami w tym zespołami „Złoty Kłos”, „Kalina” i „Jubilatki”, występującym również razem jako zespół śpiewaczy pod nazwą „Ale Babki”. Była współzałożycielką i wieloletnim kierownikiem artystycznym zespołu Akacjowe Śpiewule. Wraz z prowadzonymi przez siebie zespołami występowała zarówno na lokalnych jak i ogólnopolskich przeglądach i festiwalach zdobywając liczne nagrody. W 2012, Hanna Raszkiewicz została wyróżniona tytułem Honorowego Obywatela Gminy Świdnica.